# شنل‌پوش پیشانی‌سفید
شنل‌پوش پیشانی‌سفید (نام علمی: Cebus albifrons) نام یک گونه از زیرخانواده میمون‌های شنل‌پوش است.